# Ormit Golf Tour
De Ormit Golf Tour is een golftournee in Nederland voor topamateurs.
Er worden op één dag twee ronden van 18 holes gespeeld. Enkele spelers zijn inmiddels professional geworden, zoals Annemieke de Goederen (2003), Brian Schutz (2000), Hiddo Uhlenbeck (2001) en Guido van der Valk (2001).

## Winnaars

### 2001
- 7 juli: Dirk van de Weert op Golfclub de Haar[1]
- 14 juli:
- 21 juli: Guido van der Valk (Almeerderhout) op Golfclub Broekpolder
- 28 juli: Brian Schutz (Zaanse)
- 4 aug.:
- 11 aug.:
- 18 aug.: Charlotte Heeres (Houtrak) op Toxandria
- 23 sept.: Robert Schoonhoven op de Dommel
- laatste: Hiddo Uhlenbeck op de Rosendaelsche Golfclub

Brian Schutz eindigde overall in de top-5 en won de Order of Merit. Hierna werd hij professional. Annemieke de Goederen eindigde op de 2de plaats.

### 2002
- 1: op Strijen
- 13: Arnoud Krijt op 't Sybrook[1]

### 2003
- Annemieke de Goederen (2x)

### 2004
- op de Noord-Nederlandse
- op Almeerderhout
- op Houtrak
- op Amelisweerd
- op de Rosendaelsche
- op de Hilversumsche
- op de Kennemer
- op de Pan
- op Toxandria
- op 't Sybrook
- op de Wouwse Plantage
- op Broekpolder
- op Welderen
- op Hooge Graven